# Richmond Hill (Canada)

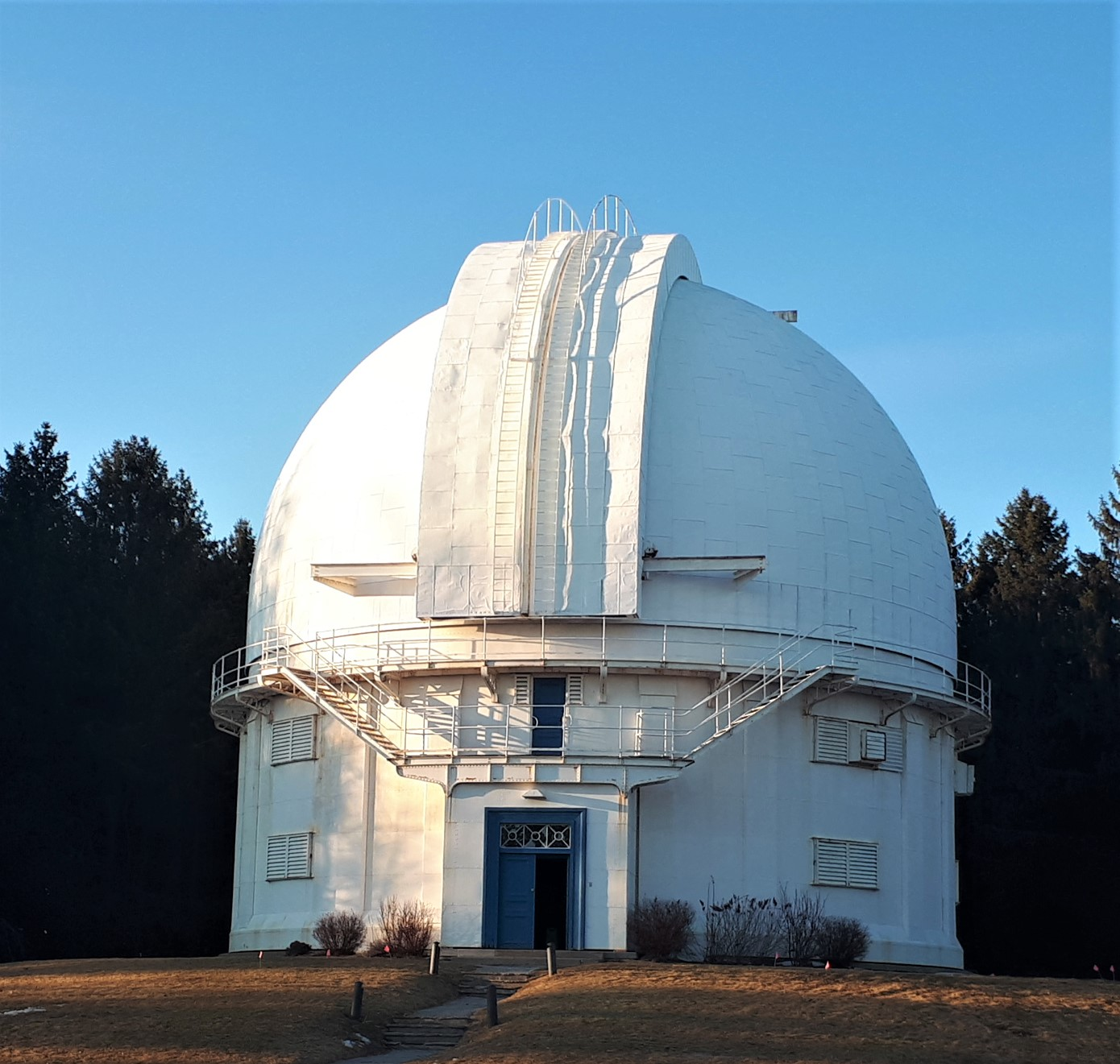
David Dunlap Observatory, Richmond Hill (Canada)

Richmond Hill è una città canadese, fondata nel 1873, di 202.022 abitanti (anno 2021) sita al nord del lago Ontario e dalla città di Toronto. Fa parte della regione di York, che include anche le città di Markham e Vaughan.